# Regina Spektor
Regina Il'inična Spektor (in russo Регина Ильинична Спектор?; Mosca, 18 febbraio 1980) è una cantautrice e pianista statunitense, di origine russa. La sua produzione musicale fa riferimento alla scena anti-folk dell'East Village di New York.

## Biografia
Regina Spektor è nata a Mosca, nell'allora Unione Sovietica, da una famiglia di musicisti di origine ebraica.
Suo padre Il'ja Spektor, fotografo, era anche violinista e sua madre una professoressa di musica in un istituto superiore.
Quest'ultima attualmente insegna in una scuola pubblica elementare nel Mount Vernon, New York.
Iniziò lo studio del pianoforte classico all'età di sei anni, esercitandosi su un Petrof cecoslovacco che sua madre aveva ricevuto in regalo dal di lei padre.
Conobbe anche la musica pop-rock di gruppi quali i Beatles, i Queen e i Moody Blues grazie al padre, che aveva ottenuto alcune registrazioni nell'Est dell'Europa e aveva scambiato alcune cassette con amici nell'Unione Sovietica.
L'intera famiglia lasciò il paese nel 1989 per ragioni politiche e religiose durante la perestroika, quando fu permessa l'emigrazione agli ebrei sovietici, ma il pianoforte rimase a Mosca.
Con tappe intermedie tra Austria e Italia, la famiglia si stabilì definitivamente negli Stati Uniti, nel quartiere newyorkese del Bronx; suo padre, grazie alla sua esperienza in patria, trovò impiego come tecnico in un laboratorio fotografico a Manhattan e riuscì a risparmiare il necessario per poter acquistare un appartamento; Regina frequentò un istituto yeshiva nel quale compì gli studi secondari inferiori, per poi trasferirsi per le superiori in un'altra scuola ebraica, la Frisch, nel New Jersey, grazie a una borsa di studio; lasciò tale istituto, nel quale dichiarò di sentirsi «fuori luogo», per completare il biennio superiore alla Fair Lawn, scuola pubblica sempre del New Jersey.
Era inizialmente interessata solo alla musica classica, ma successivamente si interessò di hip hop, rock e punk.

## La cantautrice
Studiò fino all'età di 17 anni con la sua professoressa di musica, Vargas, che il padre di Regina incontrò grazie al violinista Samuel Marder, marito della Vargas. Anche se la famiglia non fu in grado di portare con sé il pianoforte dalla Russia, Regina trovò un pianoforte col quale fare pratica nella cantina della sua sinagoga.
Si interessò per la prima volta alla scrittura delle canzoni durante una visita in Israele fatta con l'istituto Nesiya, durante i suoi anni giovanili. Attratta dall'attenzione degli altri bambini in viaggio con lei per le canzoni che lei scriveva mentre era in gita, Regina Spektor capì di avere un'attitudine per la scrittura delle canzoni. Seguendo questa idea, venne in contatto con lavori di Joni Mitchell, Ani DiFranco e altri cantanti e scrittori che le diedero l'idea di poter comporre canzoni. Regina iniziò a scrivere la sua prima canzone a cappella all'età di sedici anni, e scrisse le sue prime canzoni per voce e pianoforte quando aveva circa diciotto anni.
Completò quattro anni di composizione al conservatorio di musica del Purchase College a Purchase, New York laureandosi in tre anni, con lode, nel 2001. In questo periodo inoltre lavorò in un allevamento di farfalle nel Luck, Wisconsin e studiò a Tottenham in Inghilterra per un semestre.
Raggiunse gradualmente consensi grazie a performance nella scena anti-folk di New York, e soprattutto al Sidewalk Cafe dell'East Village. In questo periodo vendette i suoi CD, da lei prodotti, 11:11 (2001) e Songs (2002).

## Stile musicale
Le sue canzoni rivelano un misto di stili e tecniche, iniziando con un pianoforte e integrando poi vocalizzi, onomatopee, gemiti, gorgoglii o gorgheggi. Regina Spektor ha dichiarato di aver creato 700 canzoni, ma che raramente le scrive. Le sue canzoni generalmente non sono autobiografiche, ma sono spesso basate su scenari e personaggi creati dalla sua stessa immaginazione. Le sue canzoni mostrano un'influenza folk Jewish, russa, hip hop, jazz, e classica, e il suo stile musicale ricorda quello delle colleghe cantanti-pianiste Fiona Apple e Tori Amos. Regina ha dichiarato che si è impegnata molto per fare in modo che ogni sua canzone avesse uno proprio stile musicale specifico.
Possiede una notevole estensione vocale e ne sfrutta l'intera ampiezza. Ama inoltre esplorare tecniche vocali varie e originali, per esempio versi composti interamente da ronzii prodotti con le labbra. A volte utilizza un bastone, per dare il ritmo, battuto sul corpo del pianoforte o della sedia. Parte del suo stile deriva anche dall'esagerazione di certi aspetti della vocalità, in particolare il "glottal stop" che è presente nel singolo Fidelity. Usa inoltre un forte accento Newyorkese in alcune parole, che la cantautrice sostiene essere dovuto al suo amore per New York e la sua cultura.
I suoi testi sono eclettici, spesso in forma di racconti in prima persona con personaggi studiati a tavolino, simili a racconti o vignette rese canzone. Regina Spektor canta solitamente in inglese, ma talvolta include parole in latino, russo, francese e in altre lingue. Alcuni suoi testi presentano allusioni letterarie, ad esempio a Francis Scott Fitzgerald e Ernest Hemingway nel singolo "Poor Little Rich Boy", Il piccolo principe in "Baobabs", Virginia Woolf e Margaret Atwood in "Paris", Ezra Pound e William Shakespeare in "Pound of Flesh", Boris Pasternak in "Après Moi", e Edipo re di Sofocle in "Oedipus". Inoltre, nei testi di Regina Spektor ricorrono spesso temi come amore, morte, religione (in particolare con riferimenti biblici e alla religione cristiana) e la vita cittadina, con particolare riferimento a New York.
Regina riconosce The Beatles, Bob Dylan, Billie Holiday, e Fryderyk Chopin come alcune delle sue prime influenze.

## Performance
Dal gennaio 2005, Regina Spektor suona su un brillante pianoforte rosso Baldwin.
Si è esibita al "Late Night" con Conan O'Brien per due volte, al The Tonight Show con Jay Leno, al Jimmy Kimmel Live; per tre volte al Last Call with Carson Daly con Carson Daly, alla CBS News Sunday Morning e alla trasmissione Good Morning America. Ha viaggiato in tournée negli Stati Uniti e in Europa. Anche se generalmente presenta performance originali, Regina ha eseguito le sue prime covers nel 2005 su canzoni di Leonard Cohen e Madonna in occasione del secondo festival annuale di musica Jewish & Heritage. Regina ha anche eseguito una cover di Real Love (canzone dei Beatles).
Mentre era con gli Strokes, durante il loro tour Room on Fire, Regina Spektor ha eseguito e registrato "Modern Girls & Old Fashion Men" con la band.
Nel 2006 Regina Spektor ha portato un suo tour in America e Europa, esibendosi in numerosi locali e teatri.

## Comparse
A partire dal 2005 la musica di Regina Spektor è stata utilizzata in diversi programmi televisivi e pubblicità. Nel tardo 2005 Us (dall'album Soviet Kitsch) fu usato in una pubblicità come parte della serie What Do You Want To Watch? per la televisione Sky nel Regno Unito. Lo spot rappresentava uno spezzone da un documentario sullo skateborder Danny Way. Nell'estate del 2006, un pezzo di Us fu usato per il sito promozionale del progetto Zune della Microsoft su ComingZune.com, oltre che per una campagna promozionale di Mtv. La stessa traccia è utilizzata dalla compagnia tedesca di telecomunicazioni KPN in una pubblicità. Somedays fu invece usata nel 2005 in un episodio di CSI: NY, mentre Samson venne usata nel 2006 in un episodio della stessa serie. On the Radio fu usato in un episodio del popolare telefilm Grey's Anatomy della televisione ABC. Field Below fu usato nel 2006 in un episodio intitolato Criminal Minds. Fidelity fu anche utilizzato in un recente episodio di Grey's Anatomy intitolato Six Days, Part 2, in un episodio di Veronica Mars intitolato Witchita Linebacker e in un episodio della serie Brothers & Sisters intitolato Sexual Politics. Better è attualmente utilizzata in una pubblicità per la radio satellitare XM, è stata utilizzata anche nella serie televisiva How I Met Your Mother nel sesto episodio della quarta stagione (2010) e infine in The Good Wife, proprio nell'ultima scena della serie (stagione 7, episodio 22 nel 2016). La sua canzone Ghost Of Corporate Future è stata usata in un episodio della serie Weeds, intitolato Mile Deep and a Foot Wide.
Regina Spektor ha ottenuto molta attenzione nel 2006 quando il suo video Fidelity fu visionato oltre 200.000 volte in due giorni sul sito YouTube. Sulla SIRIUS Radio's Left of Center channel, questo singolo fu votato dagli ascoltatori come la canzone numero uno del 2006. Verso la fine del 2006 la VH1 ha selezionato Regina Spektor come parte del suo "You Oughta Know: Artists on the Rise": furono mandati in onda spezzoni del video della canzone Fidelity con alcune parti di una intervista con Regina Spektor durante le interruzioni pubblicitarie. Archiviato il 22 gennaio 2009 in Internet Archive.. Regina Spektor ha raggiunto la posizione numero 3 nella classifica Top Artists della VH1.
In Australia la musica di Regina Spektor ha rapidamente guadagnato popolarità in primo luogo grazie al singolo Begin To Hope messo in onda dalla stazione radio nazionale Triple J. Prima di Begin To Hope, Regina Spektor ha avuto in Australia un seguito relativamente scarso se comparato con Europa e America.
Regina ha raggiunto la posizione numero 33 nella classifica top 100 del 2006 sul magazine Blender.
L'8 marzo 2007 Regina è apparsa alla trasmissione Loose Women della ITV per promuovere, eseguendolo in diretta, il suo singolo Fidelity.
La canzone Fidelity è stata inoltre utilizzata in diversi spot pubblicitari.
Le canzoni Us e Hero sono state utilizzate nel film 500 giorni insieme (2009).
Nel 2013 scrive e interpreta You've Got Time, sigla nelle sette stagioni del serial Orange Is the New Black, prodotto da Netflix.

## Discografia

### Album in studio
- 2001 - 11:11 - Autoprodotto
- 2002 - Songs - Autoprodotto
- 2004 - Soviet Kitsch - Sire
- 2006 - Begin to Hope - Sire
- 2009 - Far - Sire
- 2012 - What We Saw from the Cheap Seats - Sire
- 2016 - Remember Us to Life - Sire
- 2022 - Home, Before and After

### Album live
- 2010 - Live in London

### EP
- 2005 - Live at Bull Moose
- 2006 - Live in California 2006 EP
- 2009 - Laughing With EP
- 2009 - iTunes Live from SoHo

### Raccolte
- 2006 - Mary Ann Meets the Gravediggers and Other Short Stories

### Singoli
- 2006 - Carbon Monoxide
- 2006 - Your Honor & The Flowers
- 2006 - Us
- 2006 - On the Radio
- 2006 - Fidelity
- 2007 - Hotel Song
- 2007 - Samson
- 2007 - Better
- 2009 - Laughing With
- 2009 - Eet
- 2010 - No Surprises
- 2012 - All the Rowboats
- 2012 - Don't Leave Me (Ne me quitte pas)
- 2016 - "Bleeding Heart"
- 2016 - "Small Bill$"

### Collaborazioni in compilation
- 2007 - Instant Karma: The Amnesty International Campaign to Save Darfur (2007) - Real Love
- 2008 - Le cronache di Narnia - Il principe Caspian (2008) - The Call
- 2008 - How I Met Your Mother (quarta stagione) (2008) - Better
- 2008 - Revolutions in Sound: Warner Bros. Records - The First 50 Years (2008) - Fidelity
- 2008 - Songs for Tibet: The Art of Peace (2008) - Better
- 2009 - (500) giorni insieme (2009) - Us, Hero
- 2009 - La custode di mia sorella (2009) - Better
- 2010 - Wild Target (2010) - Hotel Song

### Collaborazioni
- Post Modern Girls & Old Fashioned Men - The Strokes (Reptilia)
- Hell No - Sondre Lerche (L'amore secondo Dan)
- You Don't Know Me - Ben Folds (Way to Normal)
- Left Hand Song - Joshua Bell (At Home With Friends)

### Cover
- No Surprises - Radiohead
- While My Guitar Gently Weeps - The Beatles
- Blood of Eden - Peter Gabriel